# Абдурахман Садык огли
Абдурахма́н Сады́к огли́ (узб. Abdurahmon Sodiq oʻgʻli), (1879-1918) также известный как Сайя́х (узб. Sayyoh) — видный узбекский просветитель, переводчик-полиглот, журналист, путешественник и джадидист.

## Биография

### Ранние годы
Родился в 1879 году в Ташкенте. Его отцом является Хаджи Мухаммад Садык. Юный Абдурахман начал учиться в одном из ташкентских медресе.

### Путешествия и приключения
В 1889 году, в десятилетнем возрасте вместе с родителями, братьями и сестрами уезжает на паломничество Хадж в Мекку. По дороге в Мекку посещает множество городов мусульманского мира, такие как Самарканд, Бухара, Мешхед, Исфахан, Кербела. В Мекке все члены его семьи по неизвестным причинам погибают и Абдурахман остается один в живых. В Мекке совершенствует свой арабский язык, изучение которого начинал в ташкентском медресе. Из Мекки юный Абдурахман уезжает в индийский город Раджпур, где в течение шести лет обучался в местном медресе, выучил дополнительно урду и персидский.
В 1905 году начал торговать ювелирными украшениями в Британской Индии, где общался с купцами из разных стран. В том же году уехал в Пекин. Вскоре после этого решил уехать в Бухару и оказался в Маньчжурии, так как планировал оказаться в Бухаре через российский Дальний Восток и Сибирь. Но в то время на территории Маньчжурии продолжалась русско-японская война, и по дороге его арестовали японские солдаты, приняв его за русского шпиона. Абдурахман был этапирован сначала в Мукден, а оттуда отправлен в тюрьму соседнего города Порт-Артур, на берегу Жёлтого моря. После окончания русско-японской войны, Абдурахман был освобождён и он уехал в индийский город Калькутту.
В 1907 году из Калькутты он направился в Бомбей и обратился в российское консульство, где его принял лично российский консул. После беседы с консулом, Абдурахман Садык огли был принят на работу в это консульство в качестве переводчика, так как он владел не только родным узбекским и русским, но и арабским, персидским, турецким, урду, хинди и китайским.

### Возвращение на родину
Через год, в 1908 году возвращается в родной Ташкент через Афганистан. В Ташкенте был принят на работу в штаб Туркестанского военного округа в качестве переводчика и советника. В это же время знакомится с Мунавваркары Абдурашидхановым, через которого познакомился с идеями джадидизма, а также познакомился с другими джадидистами Средней Азии. В 1915 году открыл общественно-политический журнал «Аль-Ислах», который закрылся в 1918 году под давлением властей Российской империи из-за критических статей. Редактором журнала являлся сам Абдурахман Садык огли.
В 1912—1913 годах написал и опубликовал ряд книг о своих путешествиях по Аравии, Ирану, Афганистану, Индии и Китаю. Также написал ряд трудов по исламской этике и о истории священных мусульманских городов. Одним из известных его книг является «Саяхатнамэ» о его путешествиях. Благодаря путешествиям, был известен под псевдонимом Сайя́х (Путешественник). Умер в 1918 году в 39-летнем возрасте в Коканде, вскоре после принудительного закрытия своей газеты.